# Jacques de Vau de Claye
Jacques de Vau de Claye (nascido no século XVI) foi um cartógrafo do Renascimento. Trabalhou em Dieppe, na França. Pouco se sabe acerca deste cartógrafo além da época em que viveu e de duas de suas obras, inscritas nos denominados "Mapas de Dieppe".

## Mapas conhecidos

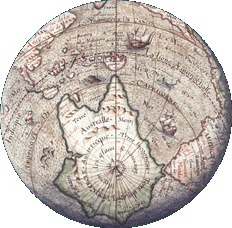
Globo terrestre (Jacques de Vau de Claye, 1583).

Le vrai pourtrait de Geneure et der cap de Frie par Jqz de vau de Claye (1579)
Este mapa, actualmente na Biblioteca Nacional da França em Paris, constitui-se em uma folha de pergaminho manuscrito, colorido, com as dimensões de 310 por 670 milímetros. É um portulano reduzido a uma rosa-dos-ventos onde o norte se encontra a direita da folha. O nome "de Geneure" é uma corruptela de "de Janeiro". Um dos colonos da expedição de Nicolas Durand de Villegagnon, o pastor protestante Jean de Léry, explica-o:
"'...'nous entrasmes au bras de mer et rivière d'eau salée, nommée Ganabara par les sauvages et par les Portugais Geneure, parce que comme on dit, ils la découvrirent le premier jour de janvier, qu'ils nomment ainsi" ("...entramos no braço de mar e rio de água salgada, denominado Guanabara pelos selvagens e pelos portugueses [de] Janeiro, porque como dizem, eles o descobriram no primeiro dia de janeiro, que o nomeiam desse modo").
Após 1559, Villegagnon retornou à França e, na sua ausência, no ano seguinte, uma expedição portuguesa conquistou e destruiu o Forte Coligny. Grupos de franceses se espalham pela região, entre os indígenas, até que os portugueses fundam o primitivo núcleo da cidade do Rio de Janeiro, em 1565. Dois anos mais tarde, em 1567, a baía de Guanabara tornou-se definitivamente portuguesa e, a partir de então, a povoação portuguesa do Rio de Janeiro prosperou.
A prova de que uma ideia de reassumir esta posse permanecia viva na França, é revelada pelas múltiplas legendas deste mapa. Ao norte da povoação, a menção precisa: "ici est le côté pour prendre Geneure" (aqui está o lado para tomar [o Rio de] Janeiro). Recorde-se que, três anos após a realização destes dois mapas, Filippo Strozzi, militar florentino a serviço do rei da França encarregado de empreender a retomada da baía de Guanabara, pereceu nos Açores, na Batalha Naval de Vila Franca (1582), sepultando esse projecto de conquista.
Este mapa ilustra ainda o avanço da exploração do açúcar na região. A cana-de-açúcar tinha sido importada da ilha da Madeira por Martim Afonso de Sousa em 1531. Em poucos anos de colonização, os portugueses tinham desenvolvido esta indústria a ponto de substituir a exploração do pau-brasil, e de desenvolver no litoral sudeste.
Le Brésil (1579)
Mapa actualmente na Biblioteca Nacional da França em Paris. Assinado e datado no interior de uma bandeira, este mapa foi feito em Dieppe. Os traços são inspirados nas cartas portuguesas, mas as legendas estão em francês, esclarecendo sobre diversos aspectos. Como carta náutica, indica os baixios, recifes e baías; como carta económica, os géneros da terra em seus lugares, comentados: o ouro, o âmbar-gris, o pau-brasil, o açúcar e o algodão; como carta demográfica, a localização das tribos indígenas e suas aldeias, com os seus hábitos antropofágicos explicados; as Amazonas situadas próximo ao Marañón encontram-se descritas; como carta de aspectos naturais, os pássaros de cobiçadas plumagens e os macacos estão localizados. Esta carta, entretanto, parece indicar um outro objectivo: um semicírculo nela traçada delimita um território de dez mil indígenas para fazer guerra aos portugueses. O objectivo dela, assim, será também militar, o que é indicado pela bandeira dos Strozzi, que parece dominar o conjunto. Revela-se, por essas indicações, um plano para uma campanha de conquista da costa brasileira compreendida entre a foz do rio Amazonas e a do rio São Francisco, idealizado por Catarina de Médicis e que não teve sequência devido à morte prematura de Filippo Strozzi, no desastre dos Açores, em 1582.